# Stichopogon marinus
Stichopogon marinus är en tvåvingeart som beskrevs av Efflatoun 1937. Stichopogon marinus ingår i släktet Stichopogon och familjen rovflugor. Inga underarter finns listade i Catalogue of Life.